# 下佩尔富斯
下佩尔富斯是奥地利蒂罗尔州因斯布鲁克兰县的一个市镇。总面积2.28平方公里，总人口198人，人口密度86.8人/平方公里（2011年）。